# William Charles Linnaeus Martin
William Charles Linnaeus Martin, ook wel afgekort als W.C.L. Martin (1798 - 1864) was een Engels natuuronderzoeker.
Martin was conservator van het museum van de Zoological Society of London tussen 1830 en 1838. Hij werd ontslagen omdat er niet genoeg geld meer was. 
Vanaf dat moment werd hij freelance schrijver over natuurhistorische onderwerpen. Hij schreef meer dan duizend artikelen en boeken, vaak over vee of huisdieren, waaronder:
- A Natural History of Quadrupeds and other Mammiferous Animals (1841),
- The History of the Dog (1845),
- The History of the Horse (1845)
- Pictorial Museum of Animated Nature (1848-9).
- Cattle:  their breeds, management, & diseases (1858).
- Our Domestic Fowls

Martin correspondeerde af en toe met Charles Darwin.
- Gemeinsame Normdatei: 121319237
- International Standard Name Identifier: 0000 0000 8077 7063
- Library of Congress Control Number: n86812462
- SNAC: w6nx5zjp
- Système universitaire de documentation: 237795612
- Trove: 1208508
- Virtual International Authority File: 312145548156496660005
- WorldCat: E39PBJf8rGrT984B4CjT3wrTHC